# Imię róży (serial telewizyjny)
Imię róży – niemiecko-włoski miniserial telewizyjny (dramat historyczny) wyprodukowany przez 11 Marzo Film oraz Palomar, który jest luźną adaptacją powieści o tym samym tytule autorstwa Umberto Eco. Serial był emitowany od 4 marca 2019 roku do 25 marca 2019 roku przez Rai 1. Natomiast w Polsce był emitowany od 4 kwietnia 2019 roku do 25 kwietnia 2019 roku przez Canal +.
Akcja serialu dzieje się w 1327 roku, opowiada o oświeconym bracie, który bada tajemnicze zgony w opactwie.

## Obsada
- John Turturro jako Wilhelm z Baskerville
- Rupert Everett jako Bernard Gui
- Damian Hardung jako Adso z Melku
- Fabrizio Bentivoglio jako Remigio of Varagine
- Greta Scarano jako Margherita / Anna
- Richard Sammel jako Malachi of Hildesheim
- Stefano Fresi jako Salvatore
- Roberto Herlitzka jako Alinardo of Grottaferrata
- Fausto Maria Sciarappa jako Nicolas of Morimondo
- Maurizio Lombardi jako Berengar
- Antonia Fotaras jako the Occitan Girl
- Guglielmo Favilla jako Venanzio
- Piotr Adamczyk jako Severinus of Sant'Emmerano
- Tchéky Karyo jako papież Jan XXII
- Benjamin Stender jako Benno of Uppsala
- Claudio Bigagli jako Jerome of Jaffa
- Corrado Invernizzi jako Michael of Cesena
- Max Malatesta jako Aymaro
- Alessio Boni jako Dolcino
- Sebastian Koch jako the Baron of Neuenberg
- James Cosmo jako Jorge of Burgos
- Michael Emerson jako the Abbo
- Rinat Khismatouline jako Cardinal du Pouget
- Camilla Diana jako Bianca
- David Brandon jako Hugh of Newcastle

### Role drugoplanowe
- Leonardo Pazzagli jako Adelmo of Otranto
- Alfredo Pea jako Pacifico of Tivoli
- Derek Boschi jako Guillam de Masan
- Federigo Ceci jako Eudes, Bishop of Carpentras
- Diego Delpiano jako Martino
- Gianluigi Fogacci jako Roberto, count of Florence
- Nicholas Turturro jako Pedro Lopez de Luna

## Odcinki
| Sezon | Odcinki | Oryginalna emisja w Rai 1 | Oryginalna emisja w Rai 1 | Emisja w Polsce Canal + | Emisja w Polsce Canal + | Emisja w Polsce Canal + |
| Sezon | Odcinki | Premiera sezonu           | Finał sezonu              | Premiera sezonu         | Finał sezonu            |                         |
| ----- | ------- | ------------------------- | ------------------------- | ----------------------- | ----------------------- | ----------------------- |
| 1     | 8       | 4 marca 2019              | 25 marca 2019             | 4 kwietnia 2019         | 25 kwietnia 2019        |                         |